# Instytut Filologii Romańskiej Uniwersytetu Wrocławskiego
Instytut Filologii Romańskiej Uniwersytetu Wrocławskiego – jednostka dydaktyczno-naukowa należąca do struktur Wydziału Neofilologii Uniwersytetu Wrocławskiego. Dzieli się na 5 zakładów i 2 pracownie dydaktyczne. Posiada uprawnienia do nadawania stopni naukowych doktora i doktora habilitowanego oraz wnioskowania o nadanie tytułu naukowego profesora. Prowadzi działalność dydaktyczną i badawczą związaną z teorią literatury, historią literatury francuskiej, iberoamerykańskiej i włoskiej, komparatystyką, językoznawstwem francuskim, językoznawstwem porównawczym francusko-polskim i hiszpańskim, metodyką nauczania języka francuskiego.
Instytut oferuje studia na kierunku filologia ze specjalnością filologia francuska, filologia hiszpańska (iberystyka) lub italianistyka (od 2014 r.) oraz studia podyplomowe, a także studia doktoranckie. Aktualnie w instytucie kształci się studentów w trybie dziennym i zaocznym. Instytut wydaje trzy własne czasopisma: Romanica Wratislaviensia, Estudios Espanicos i Italica Wratislaviensia. Dysponuje także własną, samodzielną i bogato wyposażoną biblioteką instytutową. Siedzibą instytutu jest kamienica przy placu Nankiera 4 we Wrocławiu.
Instytut powstał w 1973 roku w wyniku przekształcenia Katedry Filologii Romańskiej na podstawie ministerialnej. Pracownicy naukowi instytutu zajmowali często najważniejsze stanowiska w hierarchii uniwersyteckiej – dziekanów i prodziekanów na swoich wydziałach.

## Adres
Instytut Filologii Romańskiej

Uniwersytetu Wrocławskiego

pl. bp. Nankiera 4

50-140 Wrocław

## Władze (2020–2024)
Dyrektor: prof. dr hab. Beata Baczyńska
Zastępca Dyrektora ds. dydaktycznych: dr Justyna Wesoła
Zastępca dyrektora ds. programowych i organizacyjnych: dr hab. Natalia Paprocka
Zastępca dyrektora ds. nauki i rozwoju: dr Tomasz Wysłobocki

## Poczet dyrektorów

### Kierownicy Katedry
- 1946–1952: prof. dr hab. Zygmunt Czerny
- 1957–1968: prof. dr hab. Leon Zawadowski
- 1968–1969: prof. dr hab. Jan Trzynadlowski
- 1969–1973: prof. dr hab. Józef Heistein

### Dyrektorzy Instytutu
- 1973–1975: prof. dr hab. Józef Heistein
- 1975–1981: prof. dr hab. Bogusław Siciński
- 1984–1984: prof. dr hab. Józef Heistein
- 1984–1987: prof. dr hab. Edmund Sikora
- 1987–1991: prof. dr hab. Józef Heistein
- 1991–2001: brak danych
- 2001–2005: dr hab. Aleksander Wit Labuda, prof. UWr
- 2005–2012: dr hab. Krystyna Gabryjelska, prof. UWr
- od 2012 r.: prof. dr hab. Beata Baczyńska

## Historia
Początki Instytutu Filologii Romańskiej Uniwersytetu Wrocławskiego związane są z powołaniem do życia 24 sierpnia 1945 roku Dekretem Tymczasowego Rządu Jedności Narodowej Uniwersytetu i Politechniki we Wrocławiu. Wśród powołanych wówczas kierunków znalazła się również romanistyka. W latach 1945–1947 na uczelni tej została zorganizowana Katedra Filologii Romańskiej. W roku akademickim 1951/1952 decyzją władz państwowych zlikwidowano romanistykę na wrocławskim uniwersytecie. Dopiero w 1957 roku reaktywowano Katedrę Filologii Romańskiej, a w roku akademickim 1960/61 rozpoczęto ponowny nabór na kierunek romanistyka.
W 1969 roku miała miejsce reforma struktury organizacyjnej Uniwersytetu Wrocławskiego. W miejsce dotychczasowych katedr powstały instytuty, jednak Filologia Romańska zachowała status katedry, w której funkcjonowały trzy zespoły naukowo-dydaktyczne: literatur romańskich, praktycznej nauki języka francuskiego oraz literatury francuskiej.
Dopiero w 1973 roku dotychczasowa katedra została przekształcona w instytut. W jego ramach działały trzy zakłady: Historii Literatury Francuskiej, Językoznawstwa i Praktycznej Nauki Języka Francuskiego oraz Filologii Włoskiej i Innych Języków Romańskich. Trzy lata później dokonano reorganizacji struktury instytutu tworząc dwa zakłady: Językoznawstwa Romańskiego i Literatur Romańskich. W 1978 roku doszedł trzeci zakład: Dydaktyki Języków Romańskich. W 1987 roku doszedł czwarty zakład – Hispanistyki i Italianistyki, który z czasem uległ podziałowi na Zakład Iberystyki i Zakład Italianistyki (obecnie zlikwidowany).

## Kierunki kształcenia
Instytut kształci studentów na studiach pierwszego stopnia (licencjackich), a następnie studiach drugiego stopnia (magisterskich uzupełniających) na kierunku filologia o następujących specjalnościach:
- filologia francuska
- filologia hiszpańska
- italianistyka (tylko studia pierwszego stopnia)

Instytut prowadzi również następujące studia podyplomowe:
- Podyplomowe Studia Kształcenia Tłumaczy Języków Romańskich
- Podyplomowe Studia Języka i Kultury Hiszpanii i Ameryki Łacińskiej.

## Struktura organizacyjna

### Zakład Literatury i Kultury Francuskiej
Kierownik: dr hab. Maja Pawłowska, prof. UWr
Pracownicy
- dr hab. Helena Duffy
- dr Joanna Jakubowska
- dr Joanna Kotowska-Miziniak
- dr Agata Sadkowska-Fidala
- dr Tomasz Szymański
- dr Tomasz Wysłobocki
- prof. dr hab. Józef Heistein (profesor emerytowany)
- dr hab. Krystyna Gabryjelska, prof. UWr (profesor emerytowany)
- dr hab. Aleksander Labuda, prof. UWr (profesor emerytowany)

### Zakład Językoznawstwa Francuskiego
Kierownik: dr hab. Witold Ucherek
Pracownicy:
- prof. dr hab. Elżbieta Biardzka
- dr Jadwiga Cook
- dr Monika Grabowska
- dr Patrycja Paskart
- dr Agata Rębkowska-Kieseler
- mgr Ewa Warmuz
- dr Aleksander Wiater
- prof. dr hab. Edmund Sikora (profesor emerytowany)
- prof. dr hab. Eugeniusz Ucherek (profesor emerytowany)

### Zakład Translatologii
Kierownik: dr hab. Natalia Paprocka
Pracownicy:
- dr Kaja Gostkowska
- dr Stefan Kaufman
- dr Patrycja Krysiak
- dr Anna Kuźnik
- dr Natalia Likus
- prof. dr hab. Elżbieta Skibińska-Cieńska
- dr Regina Solová
- mgr Xavier Chantry

### Zakład Italianistyki
Kierownik: dr hab. Justyna Łukaszewicz, prof. UWr.
Pracownicy:
- dr Davide Artico
- mgr Daria Kowalczyk
- dr Gabriele La Rosa
- dr Maurizio Mazzini
- mgr Monika Szmulewska
- dr Katarzyna Woźniak

### Zakład Iberystyki
Kierownik: prof. dr hab. Beata Baczyńska
Pracownicy:
- dr Agnieszka August-Zarębska
- dr Zuzanna Bułat-Silva
- dr Agata Draus-Kłobucka
- dr Monika Głowicka
- mgr Luz Gabriela Hernandez Valderrama
- dr Marlena Krupa
- dr Magdalena Krzyżostaniak
- dr Ewa Kulak
- dr José Luis Losada Palenzuela
- dr hab. Marcin Kurek
- Gonzalo Lopez Sanchez
- dr José Losada Palenzuela
- dr Maria Trinidad Marin Villora
- mgr Aleksandra Matyja
- dr Marta Minkiewicz
- mgr David Monzo Campos
- dr Justyna Nowicka
- dr Łukasz Smuga
- dr Aleksander Trojanowski
- dr Trinidad Marin Villora
- dr Justyna Wesoła
- mgr Agata Zapłotna
- dr hab. Justyna Ziarkowska, prof. UWr

- prof. dr hab. Piotr Sawicki (profesor emerytowany)

### Pracownia Dydaktyki Języka Francuskiego
- Kierownik: dr Aleksander Wiater

### Pracownia Dydaktyki Języków Hiszpańskiego i Portugalskiego
- Kierownik: dr Magdalena Krzyżostoniak

### Biblioteka Instytutu Filologii Romańskiej
Kierownik: mgr Urszula Iżycka
Pracownicy:
- mgr Krystyna Milko
- Dorota Ciołek

## Siedziba
Narożna parcela przy placu Biskupa Nankiera 4 i ul. Łaciarskiej była zabudowana już od początku XIII wieku. W 1701 roku działka ta została zakupiona przez Urząd Kamery Królewskiej i przeznaczona na główną wrocławską siedzibę tej instytucji, zarządzającej w imieniu cesarza (jako króla Czech) jego śląskimi dobrami. Na miejscu wcześniejszych kamienic mieszczańskich wzniesiono wówczas reprezentacyjne, dwupiętrowe założenie z niewielkim dziedzińcem, do którego prowadził przejazd.
Po zdobyciu Śląska przez Prusy w budynku ulokowano Królewsko-Pruską Kamerę Wojenną i Dominialną. W 1802 roku urząd
został przeniesiony do pałacu Hatzfeldów przy ul. Wita Stwosza, a budynek przy Nankiera po sprzedaży stał się dochodową kamienicą. Od lat 30. XIX wieku aż do lat 40. XX wieku na parterze funkcjonowały księgarnie, a mieszkania na piętrach wynajmowano. W latach 1910–1912 przekształcono mansardowy dach w kolejną kondygnację i dodano balkony. W trakcie II wojny światowej kamienica nie została uszkodzona, jednak począwszy od lat 60. XX wieku oznaczana była jako przeznaczona do remontu.
W 1967 roku projektowano jej adaptację na „budynek dydaktyczno-naukowy” dla Katedry Psychologii i Etnologii. Ówczesny konserwator zabytków postulował wówczas likwidację balkonów, a także przywrócenie mansardowego dachu, chociaż formalnie do rejestru zabytków dawną Kamerę wpisano dopiero pod koniec 1970 roku. Zasadnicze prace remontowe przeprowadzono w latach 1970–1974, już dla romanistów. Spełniono wprawdzie zalecenia konserwatora, jednak wydzielając korytarze zaburzono historyczny układ pomieszczeń. Niewiele na tym zyskano, ponieważ sale wykładowe były małe, zalewany deszczami dziedziniec służył jedynie gołębiom, zaś o dostępność budynku dla niepełnosprawnych w tamtych czasach nikt się nie troszczył.
Założeniem przebudowy, realizowanej od 2005 i ukończonej w 2011 roku, z żelazną konsekwencją i determinacją przez prof. Krystynę Gabryjelską, było zarówno przywrócenie wartości historycznych, jak i stworzenie warunków funkcjonalnych zgodnych z dzisiejszymi standardami. Projekt, w stałej współpracy ze służbami konserwatorskimi i dyrekcją instytutu, opracował architekt Stefan Zalewski. Windę umieszczono w obszarze dziedzińca, który przykryto szklanym dachem. Po połączeniu jej szybu ze ścianami kondygnacji za pomocą przemyślnych, szklanych pomostów zyskano przestrzeń na ciągi komunikacyjne, dzięki czemu można było odtworzyć pierwotne wymiary i układ pomieszczeń. Przebudowanie poddasza pozwoliło na uzyskanie wrażenia mansardowego dachu niemal bez utraty powierzchni użytkowej. Elewacje pomalowano w kontrastowej, wczesnobarokowej kolorystyce, wynikającej z badań przeprowadzonych przez Piotra Wanata. Pod koniec trwającego remontu stolarkę i wyposażenie zaprojektował architekt Józef Cempa, nadając wnętrzom finalny blask.